# Manuel Mirabal
Manuel Mirabal, pseudonimo di Luis Manuel Vázquez, detto Guajiro (Melena del Sur, 5 maggio 1933 – L'Avana, 28 ottobre 2024), è stato un trombettista cubano.

## Biografia

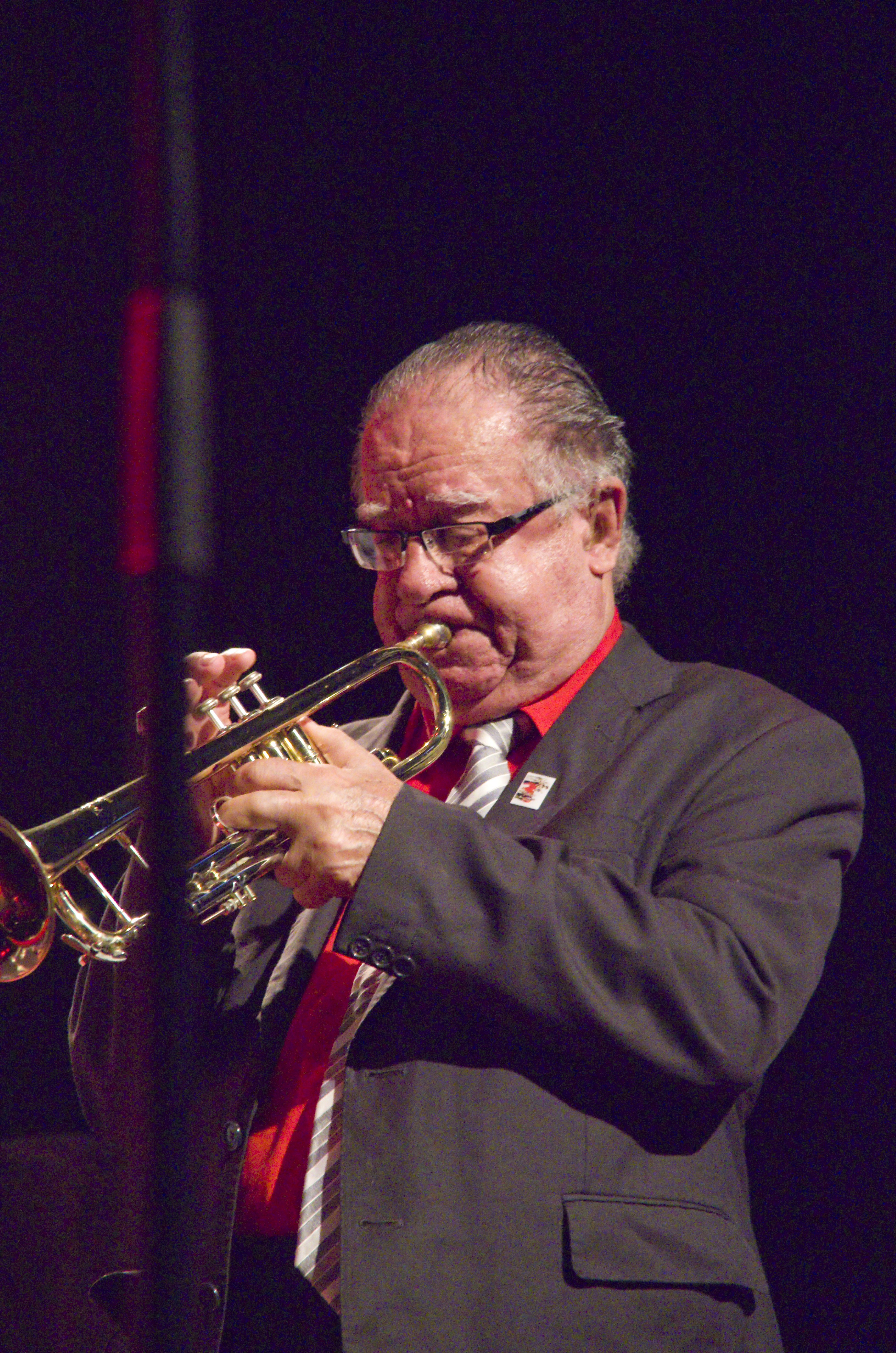
Manuel Mirabal, Zelt-Musik-Festival nel 2015 a Freiburg Friburgo in Brisgovia, Germania

Fin da bambino mostrò una notevole inclinazione verso la musica tanto che il padre, professore, gli insegnò prestissimo le tecniche musicali che permisero poi a Guajiro, a soli 12 anni, di entrare a far parte, come trombettista, della Banda Municipal Luis Mirabal diretta proprio dal padre. 
Nel 1953 entrò a far parte dell'orchestra di jazz Swing Casinò poi dell'Orquesta Casino Parisien e nel 1956 formò il 'Conjunto Rumbavana', un gruppo costituito dai cantanti Lino Borges e Raúl Planas che divenne molto popolare. 
Nel 1959 suonò con la Banda de Música de Marianao e nel 1960 entrò a far parte dell'Orquesta Riverside, di cui faceva parte anche il cantante Tito Gómez che fu poi colui che gli diede il soprannome di Guajiro.
Nel 1967 suonò con l'Orquesta Cubana de Musica Moderna, allora diretta dal sassofonista Armando Romeu e composta dal percussionista Guillermo Barreto, i trombettisti Arturo Sandoval e Paquito D'Rivera, il trombonista Juan-Pablo Torres, e i pianisti Gonzalo Rubalcaba e Chucho Valdés. 
Suonò poi con l'Orquesta del Cabaret Tropicana, diretta da Armando Ramer, e con l'Orquesta del ICRT, che era l'orchestra ufficiale della radio e della televisione di stato cubana. Fece anche una tournée con Oscar D'León e José Feliciano. 
Nel 1996 entrò a far parte dei progetti musicali Afro-Cuban All Stars e Buena Vista Social Club. 
Nel 2001 prese parte a un album di Cachaito, un altro membro del Buena Vista Social Club.
Nel 2004, pubblicò l'album Buena Vista Social Club Presents Manuel Guajiro Mirabal (World Circuit/Nonesuch Records), un omaggio a una delle figure di spicco della musica cubana, Arsenio Rodríguez, con la partecipazione dei membri del Buena Vista Social Club. Questo album fu nominato come Miglior Album Latino per il premio Grammy Award 2006.